# مراسم تحلیف دوازدهمین دوره ریاست‌جمهوری در ایران
مراسم تحلیف دوازدهمین دوره ریاست جمهوری در ۱۴ مرداد ۱۳۹۶ از ساعت ۱۷:۰۰ تا ۱۸:۰۸ در مجلس شورای اسلامی و باحضور شخصیت‌ها و مقامات داخلی و خارجی برگزار گردید. این مراسم دو روز پس از مراسم تنفیذ (تاریخ ۱۲ مرداد) برگزار شد. برای دومین بار پس از انقلاب ۱۳۵۷ ایران از مقامات کشورهای خارجی برای شرکت در این مراسم دعوت شود. چند شبکه رادیویی و تلویزیونی در ایران مراسم تحلیف حسن روحانی را برای سراسر جهان پخش می‌کنند.
این مراسم در روز سالگرد فرمان مشروطیت در ایران برگزار گردید.
در این مراسم بیش از ۱۰۵ هیئت خارجی که ۸ هیئت آن در سطح سران و بقیه از وزرا یا روسای مجالس بوده‌اند، شرکت کردند.

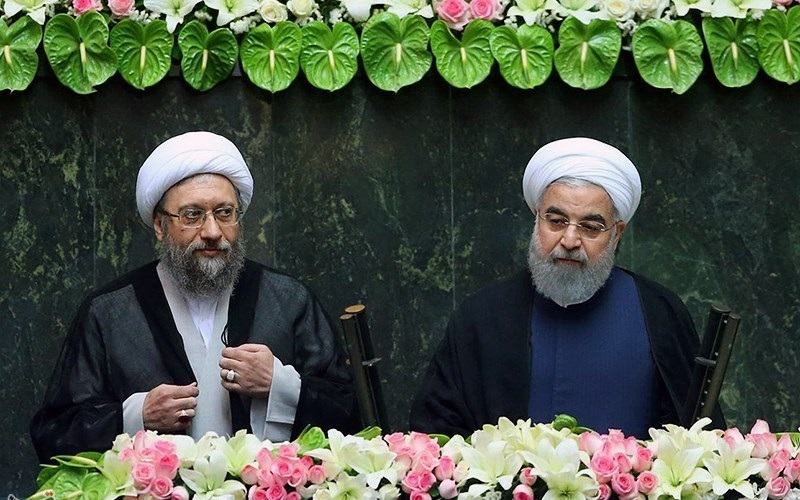

## برنامه‌ها و سخنرانی‌ها
- تلاوت قرآن
- پخش سرود ملی جمهوری اسلامی ایران
- سخنرانی علی لاریجانی رئیس مجلس[۱]
- سخنرانی صادق لاریجانی رئیس قوه قضائیه[۱]
- سخنرانی حسن روحانی رئیس جمهور: وی در این مراسم در حضور رئیس قوه قضائیه سوگند یاد کرد و سوگندنامه را امضا کرد.[۱]

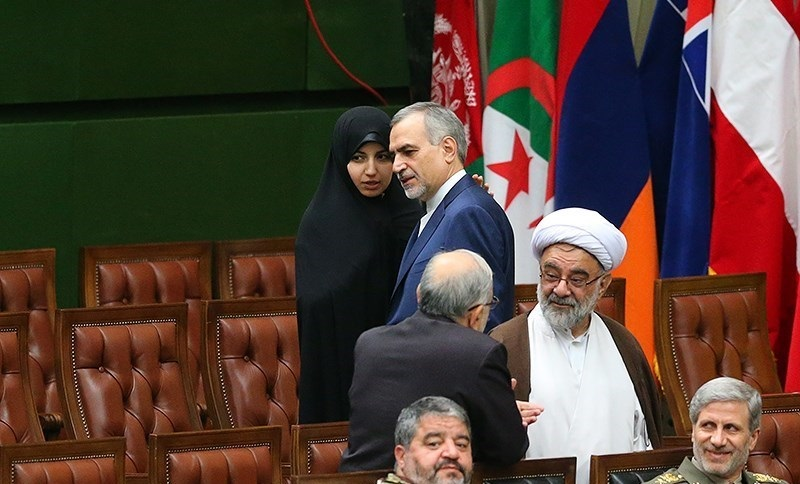
امیر حاتمی، محمدحسین جلالی، محمد مهدی معراجی، حسین فریدون و دختر حسن روحانی در دوازدهمین مراسم تحلیف ریاست جمهوری

حسن روحانی ابتدا متن سوگند را خواند: «من به عنوان رئیس‌جمهور در پیشگاه قرآن کریم و در برابر ملت ایران به خداوند قادر متعال سوگند یاد می‌کنم که پاسدار مذهب رسمی و نظام جمهوری اسلامی و قانون اساسی کشور باشم و همه استعداد و صلاحیت خویش را در راه ایفای مسئولیت‌هایی که برعهده گرفته‌ام به کار گیرم و خود را وقف خدمت به مردم و اعتلای کشور، ترویج دین و اخلاق، پشتیبانی از حق و گسترش عدالت سازم و از هرگونه خودکامگی بپرهیزم و از آزادی و حرمت اشخاص و حقوقی که قانون اساسی برای ملت شناخته‌است، حمایت کنم. در حراست از مرزها و استقلال سیاسی و اقتصادی و فرهنگی کشور از هیچ اقدامی دریغ نورزم و با استعانت از خداوند و پیروی از پیامبر اسلام و ائمه اطهار علیهم السلام قدرتی را که ملت به عنوان امانتی مقدس به من سپرده‌است همچون امینی پارسا و فداکار نگاهدار باشم و آن را به منتخب ملت پس از خود بسپارم. »
وی خطاب به قدرت‌های جهانی گفت: «آنان که قصد پاره کردن برجام را دارند بدانند طومار عمر سیاسی خود را پاره خواهند کرد.».
- پس از سوگند حسن روحانی به سخنرانی پرداخت.

مراسم در ساعت ۱۸:۰۸ پایان یافت.
- حسن روحانی با سران کشورهای خارجی، علی لاریجانی و صادق لاریجانی عکس یادگاری گرفت.
- مراسم رونمایی از تمبر یادبود به مناسبت مراسم تحلیف دوازدهمین دوره ریاست جمهوری انجام شد.

## مقامات ایرانی حاضر
- حسن روحانی، رئیس جمهور ایران
- همراهان رئیس جمهور: عفت مرعشی (همسر هاشمی رفسنجانی)، صاحبه عربی (همسر روحانی)، دختران روحانی
- محمد محمدی گلپایگانی، رئیس دفتر رهبر جمهوری اسلامی ایران
- صادق آملی لاریجانی، رئیس قوه قضائیه: از لحاظ قانونی حضور رئیس قوه قضاییه در این مراسم الزامی است.
- علی لاریجانی، رئیس مجلس شورای اسلامی
- علی‌اکبر ناطق نوری، رئیس اسبق مجلس شورای اسلامی
- احمد جنتی، دبیر شورای نگهبان و رئیس مجلس خبرگان رهبری به همراه فقها و حقوق‌دانان شورای نگهبان
- حسن خمینی متولی آرامگاه آیت اله خمینی
- اسحاق جهانگیری، معاون اول حسن روحانی
- یحیی رحیم صفوی، فرمانده سابق سپاه پاسداران
- محمدحسین باقری، رئیس ستاد کل
- عطاءالله صالحی، فرمانده کل ارتش جمهوری اسلامی ایران
- محمد امامی کاشانی، امام جمعه تهران
- حسین اشتری، فرمانده ناجا
- علی شمخانی، دبیر شورای عالی امنیت ملی جمهوری اسلامی ایران
- اعضای شورای عالی انقلاب فرهنگی
- اعضای مجمع تشخیص مصلحت نظام
- اعضای شورای عالی قضایی
- اعضای کابینه دولت یازدهم
- استانداران
- نمایندگان بیوت مراجع تقلید

## مقامات خارجی حاضر
در این مراسم سران و مقامات کشورهای ارمنستان، عراق، کره شمالی، مولداوی، زیمبابوه، افغانستان، لسوتو، بلاروس، کره جنوبی، مالزی، سریلانکا، لبنان، ماداگاسکار، مالی، قبرس، اسپانیا، تانزانیا، زنگبار، پاکستان، صربستان، آذربایجان، کامرون، مرسکسور، ازبکستان، غنا، ترکمنستان، کوبا، سوریه، سوازیلند، عمان، روسیه، اوگاندا، اوکراین، گرجستان، چین، چک، اتریش، مجارستان، ساحل عاج، بوسنی و هرزگوین، غنا، گامبیا، گینه، تونس، نیجر، قرقیزستان، ونزوئلا، سائوتومه و پرنسیپ، توگو، ایرلند، واتیکان، نامیبیا، لوکزامبورگ، گابن، دماغه سبز، اکوادور، سورینام، مغولستان، فرانسه، دانمارک، نروژ، گویان، اندونزی، ترکیه، ویتنام، بولیوی، هلند، تایلند، آفریقای جنوبی، اروگوئه، آلمان، سیرالئون، اسلواکی، گامبیا، لتونی، مونته نگرو، کویت، قطر، سنگال، شیلی، نیجریه و مالت، لهستان، انگلیس، ایتالیا، یونان، بلغارستان، مجارستان، دانمارک، رومانی، لتونی، فنلاند، پرتغال و اندونزی، همچنین فدریکا موگرینی، مسئول سیاست خارجی اتحادیه اروپا، رئیس جمهور سابق کومور و رئیس جمهور اسبق اوکراین حضور داشتند.

### مقامات بین‌المللی
- سازمان ملل متحد، گری لوییس، نماینده مقیم سازمان ملل در تهران
- اتحادیه اروپا، فدریکا موگرینی، مسئول سیاست خارجی اتحادیه اروپا

### پادشاه، رئیس جمهور یا نخست‌وزیر
- لسوتو، لتسی سوم، پادشاه
- عراق، فؤاد معصوم، رئیس جمهور
- جمهوری اسلامی افغانستان، محمداشرف غنی، رئیس‌جمهور
- ارمنستان، سرژ سرکیسیان، رئیس‌جمهور
- مولداوی، نیکلای تیموفتی، رئیس جمهور
- زیمبابوه، رابرت موگابه، رئیس جمهور
- غنا، جان درامانی ماهاما، رئیس جمهور
- کره شمالی، کیم یونگ-نام، رئیس مجمع عالی خلق